# Jyväskylä ekonomiska region
Jyväskylä ekonomiska region (finska: Jyväskylän seutukunta) är en av ekonomiska regionerna i landskapet Mellersta Finland i Finland. Folkmängden i regionen uppgick den 1 januari 2013 till 177 104 invånare, regionens totala areal utgjordes av 4 455 kvadratkilometer och därav utgjordes landytan av 3 701,20  kvadratkilometer.  I Finlands NUTS-indelning representerar regionen nivån LAU 1 (f.d. NUTS 4), och dess nationella kod är 131 .  

## Förteckning över kommuner
Jyväskylä ekonomiska region  omfattar följande sju kommuner: 
- Hankasalmi kommun
- Jyväskylä stad
- Laukas kommun
- Muurame kommun
- Petäjävesi kommun
- Toivakka kommun
- Uurainens kommun

Samtliga kommuners språkliga status är enspråkigt finska.